# 絶対に笑ってはいけないホテルマン24時
『絶対に笑ってはいけないホテルマン24時』（ぜったいにわらってはいけないホテルマンにじゅうよじ）は、2009年12月31日（木曜日）18:30（午後6時30分） - 2010年1月1日（金曜日）0:30（午前0時30分、JST）にかけて日本テレビのバラエティー番組『ダウンタウンのガキの使いやあらへんで!!大晦日年越しSP』として放送された企画である。この番組の番宣CMにおいて、キング・クリムゾンの「Twenty First Century Schizoid Man」の曲が使用された。
テレビ大分を除く日本テレビ系列28局同時ネット。テレビ大分のみ2010年2月7日（日曜日）0:50 - 3:59、2月8日（月曜日）1:20 - 4:11（いずれもJST）の前後編に分けて放送された。2010年1月10日・1月17日のレギュラー放送で未公開シーンが放送された。

## 概要
| ホテルマン24時のメンバー （台詞テロップの色） | 第一印象                 | お仕置きを受けた回数           |
| --------------------------------------------- | ------------------------ | ------------------------------ |
| 松本（赤■）                                   | 新米パパ ホテルマン      | 236回                          |
| 浜田（青■）                                   | 敏腕オッサン ホテルマン  | 182回                          |
| 山崎（緑■）                                   | 七分丈 ホテルマン        | 158回（ビンタ1回）             |
| 遠藤（橙■）                                   | 男前バツイチ ホテルマン  | 153回（キス1回）               |
| 田中（紫■）                                   | 真面目ノッポ ホテルマン  | 181回（タイキック、ビンタ1回） |
| 藤原（黒■）                                   | 美人チーフホテルウーマン | -                              |

- 数字は罰を受けた回数、このうち一番多い人物を赤字、少ない人物を青字で示す。
- 田中の罰の数がかなり多く、浜田との差は僅か1回。しかも上の表の通り浜田はケツバット以外の罰は受けていないのに対し、田中はシリーズで唯一蝶野からのビンタ、そしてこの年以降定番となるタイキックを受けているため、実質的には松本の次に田中が罰を多く受けた唯一の回となっている。
- 「笑ってはいけないシリーズ」の通算7作目で、オンエアが歴代シリーズ最長となる6時間（未公開を含むと7時間）、『絶対に笑ってはいけない病院24時』からガキの使いメンバー5人で罰ゲームを実施。
- 2010年12月8日にDVD16弾として発売された。初回限定版は本編ディスク4枚・特典ディスク1枚が入っている。通常版は上巻と下巻（それぞれ初回限定版のディスク2枚入り）に分けて発売。

### 舞台
- 「ガースー黒光りプリンセスホテル」（ガースーくろびかりプリンセスホテル）、通称スガプリとして、千葉県長生郡長柄町にある「生命の森リゾート」（現・リソル生命の森）のフォレストアカデミー（ホテル別館）でロケが行われた（エンドロールで表示）。

その他
- トリニティ書斎（ホテル本館）
- 長生の森公園野球場（茂原市）

### ルール
5人がホテルマンに扮装し、バスに乗り込むところから勤務開始。笑った時の罰は前年の「新聞社24時」と同様の全身黒タイツの男達「ブラックタイツ軍団」(彼らによって執行される罰は本作が最後となった。)による黒い棒でのケツバット。判定方法は、笑ってしまうと不正解のBGMが流れ、藤原寛が「○○ アウト!」（全員の場合は「全員 アウト!」）と放送され罰が執行される。
アウトのテロップに関しては、今回からは大きめの赤で白の細い縁取りをした斜体文字（書体はダイナコムウェアの綜藝体）が用いられるようになった。

### 勤務の流れ
- 09:00 - バスでホテルへ移動（勤務開始）
- 10:00 - ホテルへ入社（引き出しトラップ、ホテル紹介VTR）
- 13:00 - 昼食（つけ麺の麺は5人分あるが、藤原がスープを引っ繰り返した（という設定の）ため、スープが1人分しかない）
- 13:30 - 宴会場専属芸人によるネタ見せ
- 14:00 - ユーモアミシュラン
- 18:00 - 結婚披露宴
- 20:00 - ミュージカル『ロッキー』初公演
- 21:00 - フロント業務実習
- 22:00 - 夕食（「おいしい」と言ってはいけない）
- 00:30 - 宗教団体「大石神教（だいいしがみきょう）」集会見学（2010年1月17日放送の未公開集で放送）
- 02:00 - ブラックリスト検討会議（芸人の裏情報を暴露）
- 03:00 - 「豆しぼりの会」忘年会給仕
- 05:00 - 驚いてはいけないホテルマン（驚いた時の罰執行は無し）
- 06:00 - サウナの迷惑客対応
- 09:00 - 終了

このほか、『Po Channel（ポーチャンネル）』（ペイチャンネルのパロディ、ロケと同時進行でヘイポー（斉藤敏豪）を24時間小屋に閉じ込め、ビビり続ける様子をモニタリングする）、ジミー大西のVTR（電話でのクレーム対応、政治評論家として解説）が行われた。
当初は野外でのネタも予定されていたが、ロケ当日の天候悪化により中止されている。

### 視聴率
平均視聴率は第1部（18:30 - 21:00）で16.4％、第2部（21:00 - 翌0:30）で15.4％を記録し、2年連続の15％超えとなった（ビデオリサーチ調べ、関東地区・世帯・リアルタイム）。

## 出演者

### 本編
レギュラーメンバー
- ダウンタウン（松本人志・浜田雅功）
- 山崎邦正
- ココリコ（遠藤章造・田中直樹）

引率
- 藤原寛

バス車内
- 蝶野正洋 - サラリーマン
- 劇団ひとり - 林家ピー
- 大地真央 - 林家マー子
- マツコ・デラックス - SWAT隊長
- 森昌子 - デビュー時の衣装・髪型で「せんせい」を歌った

ホテル外
- デヴィ・スカルノ - タクシー「スカルノ無線」運転手
- 板尾創路（130R） - 馬に乗る男

ホテル内
- 前田美波里 - 受付嬢・スガ組トップスター
- 浜田幸一 - クレーマー[4]
- 大鶴義丹 - 浜田の子分[4]
- 竹内力 - ホテル総支配人
- 目黒祐樹・おばちゃん1号（浅見千代子） - 宿泊客の漫画「コブラ」のコブラ（目黒）と相棒のレディ（おばちゃん）
- 叶姉妹（叶美香・叶恭子）・村上知子（森三中） - 宿泊客のボインジャー（女性戦隊）
- 石倉三郎 - 客が紛失したゴルフバックに入っていた3番ウッド
- 江頭2:50 - VIP客「M.C.エガー」
- おぎやはぎ（小木博明・矢作兼） - 夕食の給仕係
- 大島美幸（森三中） - サウナに居座る迷惑客

宴会場専属芸人
- 近藤春菜（ハリセンボン） - 宴会場担当
- 田中将大（楽天イーグルス） - お笑いトリオ「バッテリーズ」
- 板東英二 - 「バッテリーズ」
- たむらけんじ - 「バッテリーズ」

田中はホーム用のユニフォーム、板東とたむらはロード用のユニフォームを着用。
背番号は板東：14、たむら：51、田中：18。実際の背番号については東北楽天ゴールデンイーグルスの選手一覧を参照。
- 若林正恭（オードリー）
- 伊藤一朗（Every Little Thing）

オードリーのパロディーで、伊藤が春日俊彰に扮した。春日は後の「豆しぼりの会忘年会」で出演。
- 中村玉緒 - ゆってぃのパロディで「たまおってぃ」として出演。

ユーモアミシュラン
- 小杉竜一（ブラックマヨネーズ） - 「毛多くないプラザホテル」のホテルマン
- 原西孝幸（FUJIWARA） - 「ギャグプリンスホテル」のホテルマン
- 木下隆行（TKO） - 「ワシせんとホテル」のホテルマン
- 今野浩喜（当時・キングオブコメディ） - 「ホテル胸毛オータニ」のホテルマン
- 黒沢かずこ（森三中） - 「ホテルネークラ」のホテルウーマン
- 新おにい（前島コーイチ） - 「アホヴィラホテル」のホテルマン

ガースー黒光りプリンセスホテルからは「大川みつお」が出場する予定だったが、急遽来られなくなったため、代理で山崎が出場。
結婚披露宴
- 温水洋一 - 新郎
- 黒井ヒサ子 - 新婦
- 海原はるか（海原はるか・かなた） - 出席者
- 楳図かずお - 太鼓叩き
- 友近 - スピーチ（ピザキャップ店員「西尾一男」）
- 千秋 - スピーチ
- 遠藤の弟 - 3代目おにぃ
- 蝶野正洋 - マジシャン

ミュージカル「ロッキー」
- 梅宮クラウディア - ロッキー役
- 小沢仁志 - アポロ役
- 中山仁 - ミッキー役
- 錦野旦 - レフェリー役
- 梅宮辰夫 - エイドリアン役（特別出演）
- ゴンゾー - タンバリン叩き
- 大沼朗裕 - タンバリン叩き

ホテル広報VTR
- 千秋 - VTRでの客・芸者「千秋奴」
- 新おにぃ（前島コーイチ） - VTRでの客・三味線弾き
- 小川菜摘 - VTRでのエステティシャン・ジムインストラクター・バーの客・芸者「菜摘奴」

テレビ内
- ジミー大西 - クレーム処理係のホテルウーマン・対談番組での「政治評論家・大西秀明」
- 大谷昭宏 - ジャーナリスト・ジミーの対談相手
- ヘイポー（斉藤敏豪） - 有料チャンネル「Po channel」の企画で、プレハブ内で生活する
- ライセンス （井本貴史・藤原一裕）- 「Po channel」のナビゲーター

仕掛けDVD
- 中村あゆみ - 「翼の折れたエンジェル」の替え歌を歌唱
- もんたよしのり - 「ダンシング・オールナイト」の替え歌を歌唱
- 岩崎良美 - 「タッチ」の替え歌を歌唱

ブラックリスト会議
- 雨上がり決死隊（宮迫博之・蛍原徹） - ブラックリスト対策会議議長
- 浅草キッド（玉袋筋太郎・水道橋博士）
- バッファロー吾郎（木村明浩・竹若元博）
- 千原ジュニア（千原兄弟）
- ケンドーコバヤシ
- たむらけんじ
- 後藤輝基（フットボールアワー）
- 河本準一（次長課長）
- 勝俣州和
- 三又又三

豆しぼりの会忘年会
- 上島竜兵（当時・ダチョウ倶楽部） - 豆しぼりの会会長
- 有吉弘行
- バナナマン（設楽統・日村勇紀）
- 岩尾望（フットボールアワー）
- 春日俊彰（オードリー）
- 藤本敏史（FUJIWARA）

驚いてはいけないホテルマン
- 矢部太郎（カラテカ）- エクソシスト
- サンドウィッチマン（伊達みきお・富澤たけし） - ネタ合わせをする妖怪・のっぺらぼう
- 千原せいじ（千原兄弟） - 妖怪・子泣き爺
- Wエンジン（チャンカワイ・えとう窓口） - 「驚いては寄席」に出演した芸人
- ビューティーこくぶ - 「驚いては寄席」に出演したモノマネ芸人
- ゆうたろう - 道端の落ち葉の中から登場
- 阿見201（当時・デコボコ団） - 身長2メートルの大男のくいだおれ太郎
- 忍者ハットリくん（主人公・『ハットリくん』こと服部カンゾウの大型着ぐるみで多数登場）

終了時
- 菅賢治 - ホテルのオーナー（大西ライオンに扮して登場）
- つんく♂（シャ乱Q） - エンディング「シングルベッド」の替え歌を担当、自身のバンドであるシャ乱Qによるリテイク

### 未公開シーン
2010年1月にガキの使いの通常回で放送。なお放送日は関東地区および同時ネット地域のもの。

#### 2010年1月10日放送
ホテル内
- 梅宮辰夫 - 13億円の開発費で製造された警備ロボット「たつお君」
- 伊吹吾郎 - 腹を下してチェックアウト出来ない客
- 村上ショージ - なかなかチェックアウトしない迷惑客
- 吉田敬（ブラックマヨネーズ）&群馬の美女 - 撮影中でチェックアウト出来ない客
- ロバート - 宿泊客の福井県ローカルCMで有名なミュージシャン「宗田兄弟（秋山竜次・馬場裕之）」とそのマネージャー（山本博）

結婚披露宴
- 友近 - 祝辞（女優「二宮蘭子」）
- 櫻井響 - 新郎と共にボイスパーカッションを行う
- AFRA - 新郎と共にボイスパーカッションを行う
- ムッシュ吉崎（クリスタルキング） - クリスタル・ヨシノブ・キング
- 中村喜伸 - クリスタル・ヨシノブ・キング

#### 2010年1月17日放送
宗教団体「大石神教」の集会
- 川原浩史（なんでんかんでんフーズ） - 大カオス様（宗教団体「大石神教」の教祖）
- 板尾創路（130R） - 教団広報部長
- 長谷川初範 - 教団信者
- 山本モナ - 教団信者
- 麻倉未稀 - 教団歌姫

#### 2010年2月14日放送
「Po channel」未公開集
ガキ使メンバーがホテルマンをやっている傍らで、プレハブに閉じ込められていたヘイポーの「Po channel」の本編で放送されなかった未公開映像を放送。
「楽屋がない」という事で森昌子が訪問、ヘイポーの余りにも過剰なビビリっぷりに呆れ、さらに、「森のCDを全部持っている」とウソをつく。他にも呼び鈴の音、ビデオ鑑賞中での砂嵐、停電、ラムネ、うどんにもビビリまくるため、メンバーは呆れながら爆笑、挙句の果てにいきなり体が硬直し、松本は「あしたのジョーの最後?」とコメント。
ロケ中、ライセンスに好きだと明かした元水泳選手で、シドニーオリンピック銅メダリストの田中雅美がスタジオに登場。告白タイムで「僕と結婚して下さい」と告白するも、田中が「自分は怖がりなので、強い人が好きだ」という答えに対し、ヘイポーは「いや結構強いですよ」とウソをつく。さらに泳げるかを尋ねられた時、「水泳は大得意ですよ」とウソをつく。終いにはソファーの下から足を掴まれて絶叫するヘイポーを置いて、ガキ使メンバーと田中雅美はスタジオを出て行った。

## 主な出来事
オープニング
- 雨が降る千葉県内にある某野球場前（集合場所）でメンバーが待っていると「ガキのり（あいのりのパロディ）」と書かれたピンクのバスで藤原が登場。
- メンバーはホテルマンの衣装に着替える。山崎だけ服もズボンも七分丈だった。
- 略称は「ガスプリ」では無く「スガプリ」。

バス車内
- 出発直後にお年寄りが乗車。後ろに空席があったにもかかわらず田中の前に立ったままだった。
- 最初に罰を受けたのは、乗り込んだお年寄りの入れ歯が取れた事に吹き出した全員。
- サラリーマン姿の蝶野が乗車。田中にお年寄りを立たせていることに怒って因縁をつけ、ビンタを食らわせた。その際、お年寄りが普通に座っていたが、田中の言い訳は通じなかった。なお、山崎以外のメンバーがビンタを食らったのは、この時のみである。田中がビンタされた後、山崎は安堵していたが、結局山崎も食らうことになる。
- その後、林家ピー（劇団）と林家マー子（大地）が乗車。2人は「これからオーディションに行く」という設定で5人にネタ見せを行う（大地による顔芸）。
- SWAT（爆弾処理班）の隊長にマツコが登場。
- 森昌子がデビュー当時の衣装と髪型で「せんせい」を歌った。

本館前
- デヴィ夫人のタクシー（スカルノ無線）が登場したが、ペーパードライバーのため車を動かせず、後続の車の運転手とケンカになる。
- 藤原がトレードマークであるスガライオンの説明をするが、「菅青年の後の姿がこのホテル」とおかしな説明をして5人を笑わせる。

ホテル内
- 受付嬢として前田が登場、本格的なミュージカルの舞台張りの演技力で自己紹介の歌を歌い上げる。遠藤のことを「エンドレ」と呼んでいた。
- ホテルの総支配人である竹内力とメンバーの挨拶。竹内の心の声が聞こえる。

ホテル外
- 別館と本館の移動手段は電動アシスト自転車（山崎だけ子供イス付きの普通の自転車）。
- 自転車移動中、馬に騎乗した板尾が登場。
- ホテルに戻る時、自転車のサドルが盗まれていたため「ガキのり」ピンクバスで戻ることになる。
- 「ガキのり」ピンクバスで移動中、外国人運転手がEvery Little Thingのfragileを歌い松本・田中がアウトになりバスから出させられ、罰を受けた。[5]

控え室内
- ティーバッグに「スガ茶」が用意されている（実際はインスタントラーメンのとんこつスープ）。また冷凍庫の中には、菅のイラスト入り「スガリスガリ君」が入っていた。
- 浜田と田中が外で喫煙している間、山崎が田中の机の引き出しにパネルを入れ、そこに手袋を挟むイタズラをした。
- 藤原が「暇潰しに」と用意した神経衰弱のカードは佐藤蛾次郎、森進一、泉ピン子、岸部四郎などのデビュー時の写真だった[6]。
- 藤原が山崎にプレゼントがあると別室に呼び出されるが、そこには肌色パンツと甲冑の頭の部分だけがあり、それらに加えチョビヒゲを付けて登場。
- 豪華な夕食が出されるが、「おいしい」と言ってはいけないルールになっている。

引き出し
- 赤・青・緑・紫（メンバーの発言テロップと同じ色）のボタンが入っていた。
- 青いボタンを押すと松本に「九州にある都道府県をすべて答えなさい」というクイズが出題された。結果は時間切れの不正解でアウト。
- 緑のボタンを押すと、街角アンケート、「おしりを叩かれた方がいいと思う人は?」のVTRが映し出された。1回目はインタビュアーによるアンケート調査が行われ浜田に1票が入り、即刻浜田がアウトになった。2回目はダウンダウンが司会を務めているダウンタウンDX（系列準キー局読売テレビ制作）にてクイズ・ゲーム形式時代に行っていた街角アンケートダービーを行い5票先取優勝でアウトとなる形で行われ、山崎がアウトになった。（この時は「笑ってはいけないルール」も適用されているため）VTR中に笑った場合は終了後、更に罰を受ける形になった（1回目はなしで、2回目は山崎、松本、田中がアウトになった）。
- 松本には生きた珍しい蝶が入っており、開けるとすぐ飛び立った。
- 遠藤には「遠藤 絶対に撃つな!」と書かれた拳銃が入っていた。遠藤が拳銃を撃つと上着の胸部分が破裂し、その際に山崎も笑ってしまった為２人がアウトになった。
- 田中には浜田と山崎の写真のパネルが入っていた（山崎の鼻には画びょうが刺さっていた）。
- 山崎にはDVDが2枚入っていた。再生すると、中村あゆみが「翼の折れたエンジェル」、もんたよしのりが「ダンシングオールナイト」の替え歌を熱唱する姿が映し出される。

DVD
- 中村あゆみの替え歌で山崎と田中がアウトになり（田中だけが2発）、更に笑った全員がアウトになった。もんたよしのりの替え歌で全員がアウト（田中だけが2発）になり、更に笑った全員がアウトになるという波乱な展開となった。
- 結婚披露宴後に控え室に帰ると、山崎の机に新たなDVDが1枚置いてあり、再生すると岩崎良美が「タッチ」の替え歌を歌う姿が映し出された。その中で「田中から キック」の歌詞が出てきて、後に田中がタイキックを受けた[7]。

ユーモアミシュラン
- スガプリの“大川みつお”が急遽来られなくなった（という設定の）ため代わりに誰が出るか5人で話し合うも、結局藤原が山崎を指名して参加することになった。山崎は参加している間だけOUTにならず、ダウンタウンとココリコが何度もOUTになった。

結婚披露宴
- 披露宴開始前にはしゃいでいた子供が噛んでいたガムを海原はるかの髪の毛（右耳上辺り）に付け、その後必死にガムを取ろうとしていた。
- 『三代目おにい』として、遠藤の実弟が出演（ちなみに実際の職業はホテルマン。弟の突然の登場に遠藤は「なんでオレの弟が出てんねん!?」と驚いていた）。「ホホホイ」を披露した（この間、遠藤はずっと「止めとけって。お前そんなタイプちゃうやないか」と呟いていた）。
- 蝶野が二度目の登場。マジックショーを披露するために登場したが、トランプ盗難というアクシデントに見舞われ、司会者の女性に激怒。温水が司会者を庇い、蝶野が困っていると、彼の怒りに同情した藤原がアイマスクを付けて5人のうち一人ビンタしてそれで許して欲しいと提案。結果的に山崎が蝶野に捕まり、気晴らし目的でビンタされた。ちなみにそのアイマスクは透けており、山崎は必死に抗議するも聞き入れられなかった。

Po Channel
- 「スガプリ」の有料チャンネルで、内容はヘイポーが森の奥にひっそりと建つプレハブの中で生活する様子を放送しており、控え室のテレビにて随時放送された。
- 当初は誰かが笑う毎に罰が執行されたが、途中からVTR終わりに一括で罰が執行される方式に変わった。

ホテル広報VTR
- VTRの前半はエンヤの『Wild Child』をBGMに千秋と2代目おにぃがホテル客として、小川菜摘がホテル内のエステサロン施術者として登場。しかし後半は何故か和風別館で踊る芸者達へと変身している。
- 小川は浜田のことを「ピコちゃん」と呼んだ。(浜田曰く「結婚する前にピーちゃんと呼ばれていたのが進化した」)

驚いてはいけないホテルマン
- シリーズ恒例企画の深夜の「驚いてはいけない」は今回全員同時参加となった。 ネタ合わせをするサンドウィッチマンのシーンの顔がのっぺらぼうが現れた数秒後、2010年の年が明けた。
- 今回は「先代のオーナーの命日であるため、本館地下のパントリーからお供え物を持ってグラウンドにある慰霊碑に挨拶する」という設定で5人全員で行った。
- 身長145cm、身長2mのくいだおれ人形がエレベーターに乗ってきた。
- エレベーターが1階に到着し、浜田が降りた瞬間「高須クリニック」のCMソングが流れた。
- 1階の通用口で、のっぺらぼうのサンドウィッチマンがネタ合わせをしていた。
- 千原せいじの「こなきジジイ」が登場したが、遠藤は「全然 怖くない」と、山崎は｢いつものせいじ｣と発言した。
- 地下の扉を開けると、矢部太郎エクソシストが現れ、5人はパニックに陥った。
- 地下室で謎の司会者が登場し、「驚いては寄席」が開演、Wエンジン、ビューティーこくぶが登場。また、ビューティーこくぶのネタの最後で、手元からエアーが噴出し、同時に松本の両足を、5人の背後の何者かが掴んでいた。
- パントリーのドアを開けると、M-1出ばやしが流れた。また、「このお供え物を持っていけ」という看板の近くにお供え物があったのにもかかわらず、田中は看板を持っていくと勘違いした。
- その後本館玄関前へ出た5人は、カートに乗りグラウンドに向かうが、途中でキョンシーが登場、カートを降りた後もゆうたろうが落ち葉の中から登場。
- お供え物を慰霊碑に置いた後、大勢のハットリくんが現れ、同時に大爆破。田中がこけた。

サウナ
- 男湯にもかかわらず、サウナに女性客（大島）が入っていた。その後、風呂に突き落とされた。

終了時
- 勤務終了後、ホテルの玄関前に大西ライオンに扮した菅が現れる。エンディングにつんく♂による「シングルベッド」の替え歌で締めくくり。
- 勤務時間は24時間（山崎は24時間以上と言っていた）だが、就寝することはなかった。

宗教団体「大石神教」集会
- 教祖である大カオス様の布教活動をまとめたVTRを見せられ、教団商品の販売（ねずみ講）の説明を受ける。
- 次に教団商品の売り上げに貢献、昇格した長谷川・山本の紹介後、教団の歌姫の麻倉が登場。麻倉が教団歌を歌う。
- 最後に、大カオス様が「ポテンシャル空中浮遊」と称してワイヤーで吊り上げられる。

## 主要スタッフ
- ナレーター：広中雅志
- 企画構成：松本人志、浜田雅功
- 構成：高須光聖、塩野智章/西田哲也、八代丈寛、桝本壮志、鈴木雅貴、久保貴義、ゴージャス染谷、深田憲作、渡辺陽介、福岡孝哲
- TD/SW：林洋介
- SW：山根寿彦
- CAM：岩倉康宏、中込圭、石渡裕二、水谷元保
- MIX：木村宏志、大場悟
- VE：川村雄一、正井祥二郎
- モニター：吉邑光司
- 照明：山内圭
- 美術：林健一・山本澄子（日テレアート）
- デザイナー：大竹潤一郎、古谷茂利
- 大道具：入江豊
- 電飾：原口まどか
- 造園：安澤淳
- 小道具：石井武尊、吉田浩
- 衣裳：有馬裕太、川上紗也加
- 持道具：三野尚子、上田薫
- 特殊効果：栗原寛享
- パイロテクニシャン：古川宏
- 花飾：花香恭子
- スタイリスト：高堂のりこ、北田あつ子
- メイク：興山洋子、土屋裕子
- 結髪：松本多香子
- イラスト：安居院一展（アパッシュ）
- リサーチ：野村直子（Vispo）
- 車両：関谷匡範（アルタイル）
- 編集：島田一浩・千田稔（CC Factory）
- MA：日吉寛・高橋友樹（CC Factory）
- CG：渕野由美
- TK：前田淳子
- 音効：梅田堅（佳夢音）
- 技術協力：NiTRo、共立、ジャパンテレビ、バンセイ、千代田ビデオ、ゼネラル通商株式会社、ティスマンサービス、小輝日文、FOR.A、テレテック、マーベリック、サークル
- 写真提供：マルベル堂
- 衣裳協力：撫松庵
- ロケ協力：リソル生命の森、ヤマハ発動機、KRCクサマライディングクラブ、田町ハイレーン、アトリエカオス、邦楽アカデミー 和太鼓大元組、赤城乳業、ガリガリ君プロダクション、伊藤忠プラスチックス、大一商会、藤子スタジオ、小学館集英社プロダクション
- AD：鶴田哲朗/児玉萌、杉田ちえみ、松本健人、早瀬康広
- 制作進行：三田村奈緒子
- デスク：内野幸
- AP：松本あゆみ、問山幸子、田口龍
- ディレクター：田中竜登/堤本幸男、小紫弘三、但木洋光、土屋良介、斎藤政憲、佐藤圭太、島田健作、名嘉鎮士、大沼朗裕
- 演出：高橋敬治
- プロデューサー：中村喜伸、神成欣哉、小林宏充、吉田和生
- 監修：柳岡秀一
- 総合演出：斉藤敏豪
- プロデューサー・演出：大友有一
- チーフプロデューサー：竹内尊実
- 総指揮：菅賢治
- 協力：吉本興業
- 制作協力：Fact、ytv[注 1]
- 製作著作：日本テレビ